# 深圳市投資控股
深圳市投資控股有限公司，簡稱深圳市投資控股和深投控（英語：Shenzhen Investment Holdings Company Limited），在2004年，由「深圳市投资管理公司」（1988年成立）、「深圳市建设投资控股公司」（1986年成立）及「深圳市商贸投资控股公司」（1997年成立）根據深圳市国资委下发《关于成立深圳市投资控股有限公司的决定》進行合併而於總部深圳設立，而業務在國內全球經營科技金融、科技园区、科技产业、投资融资、产业培育、资本运营行業。
董事長為王勇健。
2017年12月30日，深投控以98.65億港元（12.62億美元）收購已私有化的合和實業旗下合和公路基建（灣區發展前身）66.69%權益或20.55億股（4.8港元（0.614美元）每股）。
2020年8月11日，深投控被美國 財富雜誌獲世界500強排名為442位，以1993亿元（288.55億美元）的营收（截至2019年12月31日財政年度終結日止）。

## 上市公司[6]
旗下上市公司包括：
- 國信證券股份有限公司
- 深圳投控湾区发展有限公司
- 天音通信控股股份有限公司
- 深圳市物业发展（集团）股份有限公司
- 深圳市纺织（集团）股份有限公司
- 深圳经济特区房地产(集团)股份有限公司
- 深圳國際控股有限公司（間接持有）

## 連結
- sihc.com.cn （页面存档备份，存于）